# Let Go (álbum de Nada Surf)
Let Go é o terceiro álbum de estúdio da banda Nada Surf, lançado a 15 de Outubro de 2002. 

## Faixas
Todas as faixas por Nada Surf.
1. "Blizzard of '77" - 2:09
2. "Happy Kid" - 4:10
3. "Inside of Love" - 4:58
4. "Fruit Fly" - 4:34
5. "Blonde on Blonde" - 4:34
6. "Hi-Speed Soul" - 4:39
7. "Killian's Red" - 6:13
8. "The Way You Wear Your Head" - 3:18
9. "Neither Heaven nor Space" - 4:40
10. "Là Pour Ça" - 3:18
11. "Treading Water" - 4:23
12. "Paper Boats" - 6:39

## Tabelas
| Tabela (2003)          | Posição |
| ---------------------- | ------- |
| Top Independent Albums | 31      |

## Créditos
- Matthew Caws – Guitarra, vocal
- Daniel Lorca – baixo
- Ira Elliot – Bateria